# Rise of the Blood Legion – Greatest Hits (Chapter 1)
Rise of the Blood Legion – Greatest Hits (Chapter 1) — первый сборник американской метал–группы In This Moment. Релиз альбома состоялся 4 мая 2015 года на лейбле Century Media.

## Об альбоме
Сборник содержит композиции группы из первых четырёх альбомов, записанных на лейбле Century Media. Материал из альбома 2014 года, Black Widow, не был включён в сборник. Список композиций был выбран группой. Название относится к фан-клубу под названием «Blood Legion», а также к композиции «Blood».
Обложка альбома появилась в сети 21 марта 2015 года.
Альбом достиг 21 позиции в чарте Top Independent Albums.

## Список композиций
1. «Whispers Of October»
2. «Beautiful Tragedy»
3. «Prayers»
4. «Daddy’s Falling Angel»
5. «The Rabbit Hole»
6. «Forever»
7. «Into The Light» (live)
8. «The Gun Show»
9. «The Promise»
10. «World In Flames»
11. «Rise With Me»
12. «Blood»
13. «Scarlet»
14. «Adrenalize»
15. «It Is Written»
16. «Burn»
17. «Whore»
18. «The Blood Legion»

DVD
1. «Beautiful Tragedy»
2. «Prayers»
3. «Forever»
4. «The Gun Show»
5. «The Promise»
6. «Adrenalize»
7. «Blood»
8. «Whore»

## Позиции в чартах
| Чарт                         | Страна | Позиция |
| ---------------------------- | ------ | ------- |
| Billboard Independent Albums | США    | 21      |
| Billboard Hard Rock Albums   | США    | 6       |
| Billboard Alternative Albums | США    | 25      |
| Billboard Top Rock Albums    | США    | 34      |